# Оротели
Оротели (итал. Orotelli) је насеље у Италији у округу Нуоро, региону Сардинија.
Према процени из 2011. у насељу је живело 2146 становника. Насеље се налази на надморској висини од 372 м.

## Становништво
Према резултатима пописа становништва 2011. у општини је живело 2.152 становника.
| 1931. | 1936. | 1951. | 1961. | 1971. | 1981. | 1991. | 2001. | 2011. |
| ----- | ----- | ----- | ----- | ----- | ----- | ----- | ----- | ----- |
| 2.652 | 2.787 | 3.122 | 3.279 | 3.010 | 2.671 | 2.484 | 2.314 | 2.152 |